# Dźalandhar

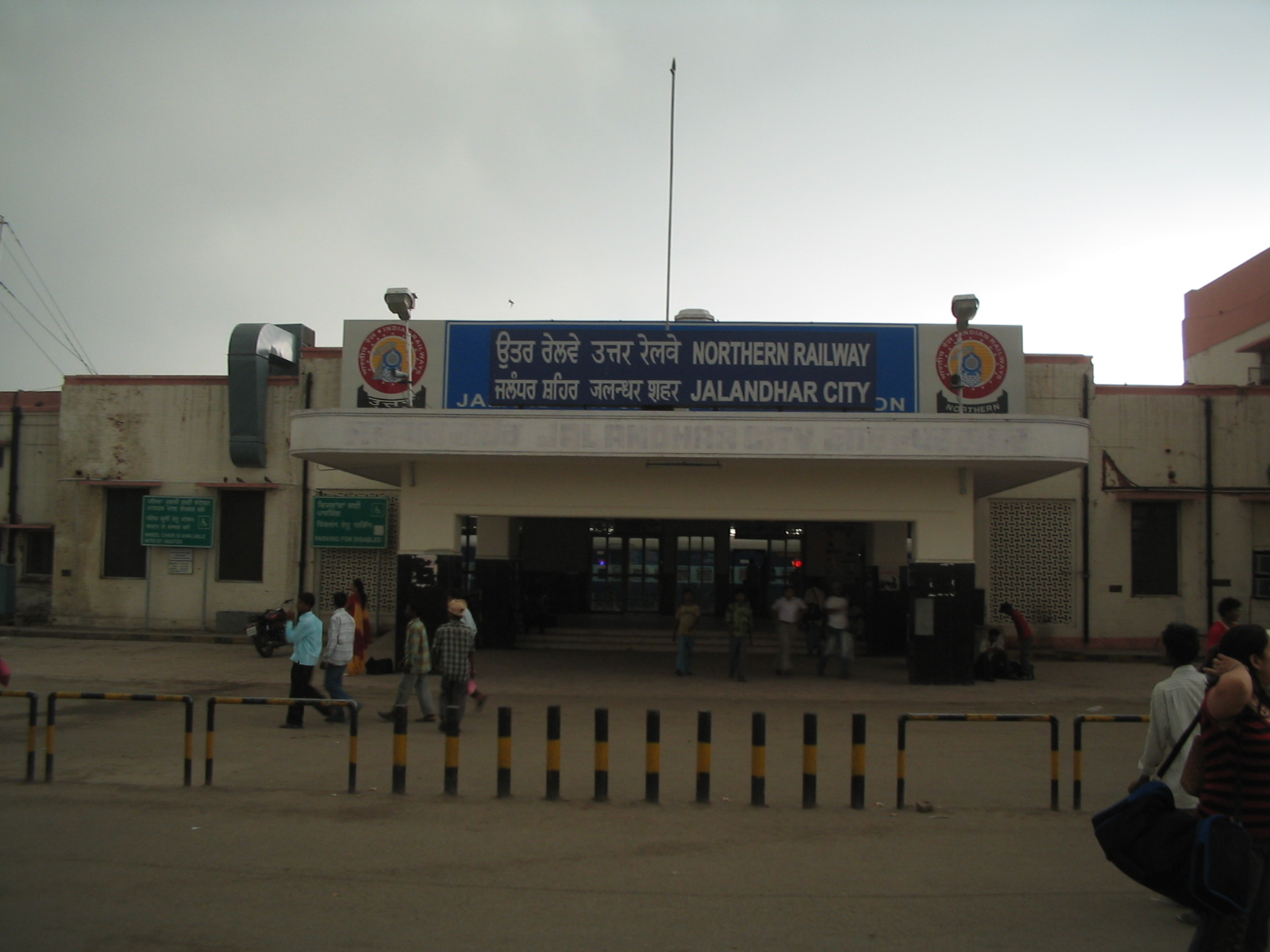
Dworzec kolejowy w Dźalandhar

Dźalandhar (pendż. |ਜਲੰਧਰ, hindi |जलंधर) – miasto w Indiach, w Pendżabie, w dystrykcie Dźalandhar. W 2011 roku liczyło ponad 862,2 tys. mieszkańców. Pierwsze wzmianki o mieście pochodzą z 100 r. n.e.